# Khướu đầu xám
Pterorhinus vassali là một loài chim trong họ Leiothrichidae.